# Condado de Montgomery (Virginia)
El condado de Montgomery (en inglés: Montgomery County), fundado en 1772, es uno de 95 condados del estado estadounidense de Virginia. En el año 2000, el condado tenía una población de 83,629 habitantes y una densidad poblacional de 32 personas por km². La sede del condado es Lovingston.

## Geografía
Según la Oficina del Censo, el condado tiene un área total de 1008 km² (389,2 mi²), de la cual 1005 km² (388 mi²) es tierra y 3 km² (1,2 mi²) (0.31%) es agua.

### Condados adyacentes
- Condado de Craig (norte)
- Condado de Giles (noroeste)
- Condado de Roanoke (este)
- Condado de Floyd (sur)
- Condado de Pulaski (suroeste)
- Radford (suroeste)

## Demografía
Según la Oficina del Censo en 2000, los ingresos medios por hogar en el condado eran de $32,330, y los ingresos medios por familia eran $47,239. Los hombres tenían unos ingresos medios de $33,674 frente a los $23,555 para las mujeres. La renta per cápita para el condado era de $17,077. Alrededor del 23.20% de la población estaban por debajo del umbral de pobreza.

## Localidades
- Blacksburg
- Christiansburg

### Comunidades no incorporadas
| - Alleghany Springs - Bradshaw - Childress - Ellett - Elliston-Lafayette - Graysontown - Ironto - Long Shop | - Lusters Gate - Merrimac - McCoy - McDonalds Mill - Pilot - Prices Fork - Riner | - Rogers - Shawsville - Sugar Grove - Vicker - Walton - Tom's Creek - Yellow Sulphur Springs - Plum Creek |

## Educación

### Universidades
- Virginia Tech
- Universidad de Radford
- Virginia College of Osteopathic Medicine